# Іен Гейнейр
Іен Гейнейр (англ. Ian Gaynair, нар. 26 лютого 1986, Беліз) — белізький футболіст, який грає на позиції захисника. Відомий за виступами у низці белізьких клубів та у складі національної збірної Белізу.

## Клубна кар'єра
Іен Гейнейр народився в найбільшому місті Белізу — місті Беліз, і розпочав виступи на футбольних полях у 2006 році в місцевій команді під назвою «Беліз». У її складі ставав чемпіоном країни. У 2011 році перейшов до столичного клубу «Бельмопан Бендітс», у складі якого 8 разів ставав чемпіоном країни. У сезоні 2021—2022 років футболіст грав у складі клубу «Гарден Сіті». З 2022 року Гейнейр грає у складі клубу «Порт Лайола».

## Виступи за збірну
У 2007 році Іен Гейнейр дебютував у складі національної збірної Белізу. У складі збірної брав участь у кваліфікаційних турнірах чемпіонату світу з футболу та Золотого кубка КОНКАКАФ, а також у турнірах Центральноамериканського кубка. У складі збірної був учасником розіграшу Золотого кубка КОНКАКАФ 2013 року у США, першого великого турніру збірної, де команда Белізу програла всі матчі і зайняла останнє місце в групі, а Гейнейр зумів відзначитись забитим м'ячем у ворота збірної США. На початок 2023 року зіграв у складі збірної 57 матчів, у яких відзначився 2 забитими м'ячами.